# Hermann Elias
Pour les articles homonymes, voir Elias.
Alfred Albert Hermann Elias (2 octobre 1876-10 novembre 1955) est un météorologue et aéronaute allemand.

## Biographie

### Études
Elias est le fils d'un marchand de Cottbus, province de Brandebourg. Il fréquente le Realgymnasium de Francfort-sur-l'Oder, puis étudie à la Königlich Technische Hochschule Charlottenburg (maintenant Université technique de Berlin) et à la Friedrich-Wilhelms-Universität Berlin (maintenant Université Humboldt de Berlin). En 1903, il a déjà terminé sa thèse sur la météorologie.
De 1899 à 1905, Elias travaille pour Richard Aßmann à l'Observatoire aéronautique de Berlin-Tegel, puis à l'Office impérial des brevets à Berlin. Il est actif au sein de la Société de promotion de l'aéronautique de Berlin. Il est membre du comité d'ingénierie aéronautique mis en place par l'association en 1907 et édite le magazine de l'association Deutsche Zeitschrift für Luftschiffahrt de 1907 à 1911. En 1919, il prend la présidence de l'association.

### Aéronautique
L'intérêt sportif d'Elias va d'abord à l'aviron. Il remporte le prix académique impérial à trois reprises lors de la régate de Berlin-Grünau. Il est aussi un aéronaute passionné. Avec Arthur Berson, il établit un record allemand de vol sur longue distance en novembre 1901 qu'il briseé les 9 et 10 janvier 1902 avec une distance de 1 470 km de Berlin à Pyriatyn dans l'est de l'Ukraine. Le temps de trajet de 30 heures est également un nouveau record d'endurance allemand.
Lors d'un vol scientifique en ballon libre le 3 juillet 1902, Elias atteint une altitude de 7 830 mètres. En 1902, il part pour une excursion en bateau avec Berson au Spitzberg, au cours de laquelle ils sont les premiers à utiliser des cerfs-volants météorologiques dans l'Arctique. Financé par le Berliner Lokal-Anzeiger, il se rend à nouveau au Spitzberg à l'été 1907 avec le journaliste et chercheur polaire Theodor Lerner pour conseiller l'américain Walter Wellman sur les questions météorologiques lorsqu'il fait une première tentative avortée d'atteindre le pôle Nord avec le dirigeable America. Dans le camp Danskoya de Wellman, il utilise de nouveau un cerf-volant et un ballon pour faire des sondages. En 1908, il participe à l'expédition aérologique de l'Observatoire aéronautique de Lindenberg en Afrique de l'Est, dirigée par Berson.
En 1913, Elias accompagne le pilote Alfred Friedrich en tant que navigateur sur le vol Berlin-Johannisthal à Paris. L'avion Etrich Taube, avec son moteur Mercedes six cylindres de 100 chevaux, prend douze heures en l'air pour faire ce vol. Cependant, plusieurs arrêts ont dû être faits pour faire le plein ou demander des directions. Elias navigue avec une boussole et une carte ferroviaire à l'échelle 1:100 000. En 1914, il vole avec Friedrich de Berlin à Constantinople, Turquie.
Pendant la Première Guerre mondiale, il est officier aviateur, promu capitaine en 1915 et à partir de décembre 1916, il est chef du département Feldfliegerabteilung 17 sur le front occidental. Il reçoit la croix de fer, première et deuxième classe, et la croix autrichienne du mérite militaire avec des décorations de guerre,.

### Vie privée
Elias s'est marié en 1905 à Josefine Radetzki.